# Liste des comtes de Sancerre
Voici la liste des comtes de Sancerre qui se succédèrent à la tête du comté de Sancerre.

## Liste des premiers seigneurs de Château-Gordon, "Sancerre" (? -1015)
- peut-être Roger Ier de Blois, évêque de Beauvais, qui en 1015 aurait échangé avec Eudes II de Blois la seigneurie de Sancerre contre le comté de Beauvais (?).

## Liste des seigneurs de Sancerre issus la Maison de Blois (1015-1151)
Première branche de la dynastie de Blois-Champagne :
- VII Eudes II de Blois (983-1037), fils d'Eudes Ier et mari d'Ermengarde fille du comte Robert Ier d'Auvergne, seigneur de Sancerre après les Château-Gordon sans doute éteints vers 1030 (disparition du seigneur Gimon ; sa fille Mathilde, sans postérité de son union avec Robert de Nevers, † ~ 1032, dernier fils du comte Landri de Nevers, devient religieuse et restaure l'abbaye de St-Satur vers 1034), comte de Blois, etc.
- VIII Thibaut III de Blois (1019-1089), son fils, x Gersende fille du comte Herbert Ier du Maine ou Gundrade, seigneur de Sancerre, comte de Blois, etc.
- IX Étienne II Henri de Blois (1046-1102), son fils, x Adèle d'Angleterre fille de Guillaume le Conquérant et Mathilde de Flandre, seigneur de Sancerre, comte de Blois, etc.
- X Thibaut IV de Blois ou Thibaut IV le Grand (1093-1151/1152), x Mathilde de Carinthie-Sponheim, seigneur de Sancerre, comte de Blois, etc., grand-père maternel de Philippe Auguste. → Frère de Guillaume de Sully, et d'Etienne, roi d'Angleterre.

## Famille de Sancerre (1151-1419)

Armes de la Maison de Sancerre

Quatrième branche de la dynastie de Champagne,, :
- XI Étienne Ier de Sancerre (1133-1191, † à Saint-Jean d'Acre), comte de Sancerre en 1152-1191, avant-dernier fils du comte Thibaut IV et Mathilde de Carinthie, comte de Gien par son premier mariage en 1153 avec Alix/Mathilde, fille de Geoffroy III de Donzy-Gien (d'abord promise à Anseau II de Traînel ; † vers 1160/69 sans postérité ? ; mais le site MedLands[4] considère qu'Alix de Donzy est bien la mère de Guillaume Ier et d'Etienne (II) qui suivent) ; Etienne Ier se remarie à Béatrice puis Aénor.
  - Son dernier fils Etienne (II), † 1252, fils d'Aénor (ou d'Alix), bouteiller de France, seigneur de Châtillon et St-Brisson ; il épouse d'abord vers 1209/1214 Aliénor fille de Raoul le Bon Ier comte de Soissons-III de Nesle, puis Agnès fille de Géraud III Berlay de Montreuil-Bellay et veuve de Guillaume II de Melun. Postérité des deux mariages :
    - du premier, trois fils, - Etienne, Jean et Thibaut, tous prédécédés avant 1236, les deux derniers étant des jumeaux qui se noyèrent dans la Seine à l'abbaye Barbeau ; - Aliénor (x 1235/1238 Geoffroi III de Milly : Postérité) ; - Alix (x Guillaume V Crespin du Bec de Dangu d'Etrépagny, † 1251 ou 1254/1260 : Postérité) ; et - Comtesse/Constance dame de La Loupe et Marchéville, d'Esprennes-en-Brie (Les Eprunes), Concressault et Châtillon-sur-Loing (mariée vers 1239/1244 à Adam III de Melun, fils de Guillaume II de Melun et d'Agnès de Montreuil-Bellay ci-dessus, † 1250 à Mansourah : Postérité) ;
    - du second lit : Etienne (III) de Sancerre († vers 1282/1284 ou après 1300), seigneur de St-Brisson et en partie de Châtillon-sur-Loing, x ~1270 sa nièce Péronnelle/Pernelle de Milly fille d'Aliénor de Sancerre et Geoffroi de Milly : leur fille - Marguerite épouse en 1290 son cousin Gilles de Melun de La Salle-lès-Cléry, petit-fils d'Adam III de Melun et Comtesse de Sancerre ; leur autre fille - Jeanne de Sancerre, † vers 1301/1313, transmet St-Brisson et Châtillon en partie à son mari Jean Ier de Courtenay-Champignelles épousé en 1290.
- A1 Guillaume Ier de Sancerre, (1176-† 1217 en Epire), comte de Sancerre en 1191-1217, fils d'Etienne Ier et de Béatrice (ou d'Alix), seigneur de La Ferté-Loupière. Il épouse 1° vers 1204 Denise de Déols-Châteauroux, sans postérité semble-t-il, 2° vers 1206 Marie fille d'Ebe IV (ou VI) de Charenton, et 3° 1210 Eustachie de Courtenay dame de Pacy, fille de Pierre Ier de France, veuve de Guillaume de Brienne — frère aîné de l'empereur-roi Jean — et de Guillaume de Champlitte d'Achaïe.
- B1 Louis Ier de Sancerre (vers 1207-† 1267/1268), comte de Sancerre en 1217-1267, fils du précédent et très vraisemblablement de Marie de Charenton (alors que la grande seigneurie de Charenton-Montfaucon éclate vers 1250, il finit par obtenir Meillant ; par un échange contre La Ferté-Loupière avec les Courtenay-Champignelles, il gagne Charenton vers 1264/1266 ; il est aussi plausible que les Sancerre aient eu Sagonne et Le Pondy par les Charenton). Il épouse 1° Blanche dame de Bléneau, fille de Robert Ier de Courtenay-Champignelles, et 2° sans postérité Isabelle, fille de Juhel III de Mayenne.
  - Sa sœur Béatrice épouse probablement Guillaume Ier comte de Joigny (d'où Blanche de Joigny dame de Cézy ci-dessous).
  - Sa fille - Isabeau de Sancerre épouse vers 1259 Gautier II de Vignory. Son fils cadet - Robert de Sancerre, † après 1271 ou 1301, épouse Agnès de Fains, dame de La Boissière, et fonde la branche des seigneurs de Menetou-Salon et de Soësmes (voir ci-dessous), avec leurs fils :
    - - Philippe de Soesmes ; et - Louis Ier Carbonel de Menetou-Salon, époux de Jeanne de Mornay (dame de Précy — ou Précy ? — elle semble la sœur de Jean II de Mornay, sire de La Ferté-Nabert et de la Ferté-Hubert)  : Parents de - Louis II Carbonel († 1362), et - d'Isabeau de Sancerre, dame de La Boissière/La Bussière, Précy et St-Cyr, Menetou-Salon, qui transmet ses biens à son mari Arnould de Bonnay de Quintilly, marié en 1356 : Parents de Robert de Bonnay.
- C1 Jean Ier de Sancerre (~1235-~1284), comte de Sancerre en 1268-vers 1284, fils de Louis Ier et Blanche de Courtenay, seigneur de Châtillon-sur-Loing, de Meillant et de Charenton-du-Cher ; x 1259 Marie, dame de Coesmes/Soesmes/Soësmes (très certainement Souesmes) et Menetou-Salon (deux fiefs qui finiront par échoir, comme on vient de le voir, à la descendance de son beau-frère Robert de Sancerre ci-dessus, le mari d'Agnès de Fains), fille de Guillaume II de Vierzon et de Blanche de Joigny, dame de Cézy ci-dessus, d'où :
  - - Thibaud, archidiacre de Bourges et évêque de Tournai en 1333 ; - Louis seigneur de Sagonne, Charpigny, Assigny et Villaubon (probablement Charpignon, Assigny, Villabon), x Isabeau fille de Jean Ier de Thouars : Postérité, dont leur dernière enfant, Marie de Sancerre, qui épouse ~ 1320 avec postérité Godemar de Linières ; - Blanche/Marguerite, x 1301 Pierre Ier de Brosse, baron de Ste-Sévère, Boussac, Huriel : avec une illustre postérité (Louis XV en descend) ; - Isabelle, x Jean Ier de Charny ; - Agnès de Sancerre, x Arnoul VI de La Ferté-Chauderon ; et les deux frères :
- D1 Etienne II de Sancerre (1252-1303/1306), comte de Sancerre en ~1284-~1306, fils aîné de Jean Ier, seigneur de Châtillon-sur-Loing et de Saint-Brisson. Un des héros du Tournoi de Chauvency en 1285. Sans postérité de son union en 1288 avec Marie de la Marche (v. 1265-ap.1312), fille d'Hugues XII de Lusignan, seigneur de Lusignan, comte de la Marche et d'Angoulême, et de Jeanne de Fougères, dame de Fougères et de Porhoët.
- D2 Jean II de Sancerre (~1260 † 1327), comte de Sancerre en ~1306-1327, son frère cadet, seigneur du Pondis, x 1° 1288 Louise/Joye fille de Robert de Beaume(t)z de Bapaume sire de Boubers, et 2° 1323 Isabeau Mauvoisin de Rosny.
- E1 Louis II de Sancerre, comte de Sancerre en 1327-1346, fils du précédent et de Louise/Joye de Beaumetz, né vers 1305-tué le 26/08/1346 à la Bataille de Crécy ; x 1329 Béatrice de Roucy dame de Bommiers et Montfaucon-en-Berry, fille de Jean V de Roucy-Pierrepont et Marguerite de Beaumetz/Bommiers dame de Montfaucon.
  - Sa sœur - Jeanne de Sancerre, † 1353/1354, x 1° Jean II ou III de Trie comte de Dammartin, † vers 1336/1338, puis 2° Jean II de Châtillon de Gandelu, Grand-queux et Grand-maître de France, deuxième fils du connétable Gaucher V ; Leur sœur - Marguerite de Sancerre est abbesse de Charenton en 1315-45.
  - Ses enfants cadets : - Louis de Sancerre (~1341/1342-1402), sire de Bommiers, Ambrault, Charenton, Menetou-Salon, maréchal puis connétable de France, père de deux enfants naturels : Louis et Jehannette bâtards de Sancerre ; - Robert, † vers 1371/1372, capitaine : est-ce le même que Robert, chanoine d'Auxerre et de Cambrai (ou deux frères homonymes ?) ; - Thibaud, archidiacre de Bourges et sire de Sagonne ; - Etienne de Sancerre, † 1390 au siège de Mahdia en Tunisie, sans postérité de Belle-Assez de Vailly, puis d'Alix de Beaujeu-Perreux sœur d'Edouard II de Beaujeu ; - Isabeau de Sancerre dame de Bommiers, † 1375, x 1° Pierre de Graçay seigneur de La Ferté-Nabert, Vouzon, Cléry, Lisle, et 2° Guichard Ier Dauphin de Jaligny, Treteau et la Ferté-Chauderon.
- F1 Jean III de Sancerre (1334-1402/1403), comte de Sancerre en 1346-vers 1403, fils aîné de Louis II, sire de Bois-Gibault à Tracy par acquisition en 1383 ; x 1° Marguerite dame de Marmande, La Haye-Passavant, Faye-la-Vineuse, St-Michel-sur-Loire, Cravant, La Roche-Clermault, et 2° Constance fille de Thomas II de Saluces et Riccarda Visconti.
- G1 Marguerite de Sancerre (~1355-1419), comtesse de Sancerre en 1403-1419, fille du précédent et de Marguerite de Marmande, dame de Meillant, Charenton, Sagonne, etc., épouse 1° Gérard VI Chabot de Retz, 2° 1374 Béraud II dauphin d'Auvergne-Clermont, † 1399 : Postérité, 3° Jean II Lourdin de Randan de Saligny, et 4° 1408 le maréchal Jacques de Montberon de Maulévrier.
  - Sa sœur cadette Jeanne de Sancerre (~1360-~1398) épouse sans postérité en 1388 Lancelot Turpin de Crissé, † 1414.

## Maison d'Auvergne (1419-1436)

Armes de Béraud III

- Béraud III de Clermont-Sancerre (né en 1380 † 1426), comte de Sancerre en 1419-1426 et dauphin d'Auvergne en 1399-1426, fils de Béraud II et de la comtesse Marguerite de Sancerre ci-dessus, x 1409 Jeanne de La Tour d'Auvergne fille de Bertran IV et de Marie Ire d'Auvergne. → Dans sa fratrie : - Robert, † 1462, évêque de Chartres et d'Albi ; - Jeanne, x Randonnet II de Polignac ; - Marie dame de Bussy, x Guillaume de Vienne ; - Marguerite, x 1404 Jean IV de Bueil ci-dessous
- Jeanne Ire de Clermont-Sancerre (1414-† 1436 sans postérité), la fille de Béraud III, comtesse de Sancerre et dauphine d'Auvergne en 1426-1436.

## Maison de Bourbon-Montpensier (1436-1451)
- Louis Ier de Bourbon (né vers 1406-† vers 1486), comte de Sancerre (Louis III) et de Montpensier, dauphin d'Auvergne, mari de Jeanne Ire ci-dessus en 1426. Postérité seulement de son 2e mariage en 1443 avec Gabrielle de La Tour d'Auvergne, fille de Bertrand V.

## Famille de Bueil (1451-1628 ou 1640)

Armes de Jean V de Bueil

- Jean IV de Bueil (né vers 1361-† 1415 à Azincourt ; fils de Jean III de Bueil et de sa première femme, Anne d'Avoir, † 1390, dame de Château-Fromont, Courcelles (Courcillon) et la Marchière (tous fiefs des Bueil), de Château-Fromont, Pocé, Montrésor (hérité des Pal(l)uau : Jean II de Bueil avait épousé Isabelle de Palluau), aussi de St-Calais (par acquisition de Jean IV et de son père Jean III de Bueil), époux en 1404 de Marguerite-Dauphine d'Auvergne-Clermont-Sancerre, dame d'Aubijoux, Sagonne, Meillant, Charenton, Marmande, Faye-la-Vineuse, sœur du dauphin Béraud III, dernière fille de la comtesse Marguerite ci-dessus.
- Jean V de Bueil alias Jean IV de Sancerre (~1406-† 1477/1478), comte de Sancerre en 1451-1478, leur fils, aussi seigneur d'Ussé (acquisition sur la famille d'Ussé au début du XVe siècle ; Olivier d'Ussé avait cédé St-Calais aux Bueil vers 1395, voir ci-dessus), Châteaux, Vaujours et Saint-Christophe (autres fiefs des Bueil), Vailly, vicomte de Carentan, dit le Fléau des Anglais, neveu de Béraud III. → Sa sœur - Anne de Bueil-Sancerre dame d'Aubijoux (1405-1458) épouse en 1428 Pierre d'Amboise, seigneur de Chaumont. Leurs frères sont - Louis III de Bueil et - Pierre de Bueil auteur de la branche de la Motte-Sonzay, du Bois-Vouvray, de Fontaine-Guérin et de Racan.
- Antoine de Bueil († ~1506), comte de Sancerre en 1478-vers 1506, fils de Jean V et Jeanne de Montjean, fille de Jean Ier de Montjean et grand-tante du maréchal René de Montjean. Epoux en 1461/1462 de Jeanne de Valois. → Son demi-frère cadet Edmond de Bueil-Sancerre baron de Marmande et de Faye-la-Vineuse (fils de Jean V x 1456 Martine fille d'Antoine Turpin de Crissé) épouse Françoise de Montmorency-Laval de Brée.
- Jacques de Bueil († 1513), comte de Sancerre vers 1506-1513, fils d'Antoine et Jeanne de Valois (1448 - après 1467, épousée en 1461/1462, fille légitimée de Charles VII et d'Agnès Sorel), neveu de Louis XI, cousin germain de Charles VIII et Louis de Brézé. → Sa sœur Renée de Bueil-Sancerre épouse en 1479 Jean V de Bruges de La Gruuthuse.
- Charles de Bueil († 1515 à Marignan), comte de Sancerre en 1513-1515, fils de Jacques et de sa première épouse Jeanne de Bois-Jourdan d'Azay-le-Rideau. Marié à Anne de Polignac de Randan (remariée en 1518 à François II de La Rochefoucauld). → Son frère est François archevêque de Bourges en 1520-1525 ; Leur demi-frère est Louis IV ci-dessous.
- Jean VI de Bueil alias Jean V de Sancerre (1515-† 1537 au siège de Hesdin), comte de Sancerre en 1515-1537, vicomte de Carentan, fils de Charles et d'Anne de Polignac.
- Louis IV de Bueil et de Sancerre (parfois dit Louis III de Sancerre) († 1563/1565), comte de Sancerre en 1537-1563/1565, sire de Courcillon et Châteaux, Grand-bouteiller de France, oncle du précédent, fils de Jacques et de sa deuxième femme Jeanne de Sains, épousée en 1497 ; x 1534 Jacqueline de La Trémoïlle-Thouars dame de Marans, Ré, La Mothe-Achard et Brandois, Ste-Hermine, Gençay.
  - Leurs enfants cadets : - Claude de Bueil, † 1596, baron de Courcillon et la Marchière : père de Marguerite (x Henri de Brézé/Brécey d'Isigny), de Madeleine abbesse de Beaulieu/Bonlieu (Bonlieu à Dissay-sous-Courcillon ?), de Jacqueline comtesse de Moret (1588-1651) maîtresse d'Henri IV, et de Louis sire de Courcillon et La Marchière (père de Madeleine de Bueil-Courcillon, x 1645 Pierre de Perrien marquis de Crenan : postérité — veuf, Pierre de Perrien épouse en secondes noces Anne de Bueil ci-dessous) ; - Françoise abbesse de Beaulieu/Bonlieu ; - Jacqueline, x François de Montalais de Chambellay ; - Gabrielle, peut-être mariée ou fiancée à Esmé II Stuart duc de Lennox et sire d'Aubigny (1579-1624) ; - Anne, x Honorat de Bueil de la Motte-Sonzay, du Bois-Vouvray, de Fontaine-Guérin († 1590), arrière-arrière-petit-fils de Pierre de Bueil ci-dessus (frère cadet de Jean V ; de plus cette branche avait contracté alliance avec la descendance Fontaine-Guérin, en lignée féminine d'un frère de Jean IV, autre Pierre de Bueil : voir le détail à l'article Bueil) : leur fille Jeanne de Bueil épouse en 1596 Roger II de Saint-Lary duc de Bellegarde ; - Louise, abbesse de Beaumont.
- Jean VII de Bueil alias Jean VI de Sancerre († 1638), comte de Sancerre en ~1565-1638, fils aîné de Louis IV, Grand-bouteiller de France, x 1583 Anne fille de Guy Daillon du Lude.
- René de Bueil († 1640), comte de Sancerre en 1638-1640, fils du précédent, baron de Gençay, aussi Grand-bouteiller de France, x 1626 Françoise fille de Mathurin de Montalais (cousin germain de François de Montalais ci-dessus) et tante de Françoise-Charlotte ci-dessous. 
  - Les enfants de René, dernier comte héréditaire de Sancerre, et de Françoise de Montalais sont : - Jean VIII de Bueil, né ~1626-† sans postérité en 1665 de son mariage avec sa cousine Françoise-Charlotte de Montalais, seigneur de Bueil, Gençay, Vaujours, comte de Marans, Grand-bouteiller de France ; - Anne de Bueil, x 1654 Pierre de Perrien marquis de Crenan, né ~1625-†1670, rencontré plus haut pour son 1er mariage avec Madeleine de Bueil-Courcillon, Grand-bouteiller de France : leur fils Jean de Perrien relève le nom de Bueil ; - Françoise de Bueil, x Claude-Hugues de Lusignan de Lezay et des Marais, marquis de Lezay, ~1633-1707, issu d'un frère cadet d'Hugues VIII de Lusignan : postérité ; - Renée de Bueil, dame de Châteaux, Vaujours et St-Christophe (vente en 1666 à Louis XIV qui offre ces fiefs à sa favorite Louise de La Vallière, avec érection du duché de La Vallière en mai 1667), comtesse de Marans, x 1656 François de Mesgrigny : postérité éteinte en 1743.

Vente du comté de Sancerre au prince Henri II de Condé contre 322 000 livres en 1637, cession effective en mai 1640.

## Maison de Condé (1640-1775)

Armes de la Maison de Condé (à partir de 1588)

- Henri II de Bourbon-Condé (1588-1646), comte de Sancerre par acquisition en 1637/1640.
  - Louis II de Bourbon-Condé (1621-1686), comte de Sancerre, dit Le Grand Condé.
    - Henri Jules de Bourbon-Condé (1643-1709), comte de Sancerre.
      - Louis III de Bourbon-Condé (1668-1710), comte de Sancerre.
        - Louis IV Henri de Bourbon-Condé (1692-1740), comte de Sancerre.
        - Louise-Élisabeth de Bourbon-Condé (1693-† 1775), comtesse de Sancerre, sa sœur.
        - épouse de Louis-Armand II de Bourbon-Conti (*1695 † 1727), prince de Conti, arrière-petit-fils d'Henri II de Condé.
          - Louis-François Ier de Bourbon-Conti (*1717 † 1776), leur fils.

## Maison d'Espagnac (1775-1785, puis 1791-1794)
- Charles-Antoine-Léonard de Sahuguet (1758-1837), dernier comte de Sancerre par acquisition, baron d'Espagnac (à Brive et Cazillac). Il vend le domaine de Sancerre au comte Roy en 1794.

## Domaine royal (1785-1791)
- Louis XVI de France